# The Biggest Ragga Dancehall Anthems 2006
The Biggest Ragga Dancehall Anthems 2006 – ósmy album z serii kompilacji The Biggest Ragga Dancehall Anthems, wydany 10 października 2006 roku przez londyńską wytwórnię Greensleeves Records. 

## Lista utworów

### CD 1
1. Tony Matterhorn - "Dutty Wine"
2. Mavado - "Weh Dem A Do"
3. Vybz Kartel - "Beyonce Wine"
4. Mr. Vegas - "Hot Fuk"
5. Sizzla - "Haffi Get It (Nah Rape)"
6. Busy Signal & Mavado - "Full Clip"
7. Tony Matterhorn - "Start The Party"
8. Chino & Delly Ranks - "Redbull & Guinness"
9. Beenie Man - "Swing It Weh"
10. Bounty Killer & Angel Dodlas - "Not Me"
11. Mr. Peppa - "Talk"
12. Tony Matterhorn & Mr. Easy - "The Wickedest Ride"
13. Hollow Point - "Easy Skanking"
14. Alaine - "Whine"
15. Munga - "Flippin Rhymes"
16. Bunji Garlin - "Brrrt"
17. Mavado & Vybz Kartel - "Sunrise"
18. Spice & Pinchers - "Rude Boy Love"
19. Burro Banton - "Man Guinep"
20. Yellowman - "Orphan"

### CD 2
1. Ding Dong - "Badman Forward Badman Pull Up"
2. Mavado - "The Real McKoy"
3. Tony Matterhorn - "March Out"
4. Busy Signal - "Step Out"
5. Supahype - "Uptown Story"
6. Mr. Vegas - "Pull It"
7. Vybz Kartel - "Ben Over"
8. Delly Rank - "Bogle Memorial"
9. Beenie Man - "Bullet Proof Vest"
10. Bounty Killer - "Bullet Proof Skin"
11. Soltex 3000 - "Killa Walk, Prezzi Bounce"
12. Voicemail - "Garrison"
13. Sizzla - "Purple"
14. Hollow Point - "Infamous"
15. Beenie Man - "Come Again"
16. Ninjaman - "Back In Town"
17. Bounty Killer & Lukie D - "Kill Another Sound"
18. Buju Banton - "Talk To Me"
19. Macka Diamond - "Bad Macka"
20. Wayne Marshall - "I Forgot Them"